# Aicanãs
Os Aicanãs (também conhecidos como Aikanã, Massacá, Massaká, Huari, Corumbiara, Kasupá, Mundé, Tubarão, Winzankyi) são indígenas brasileiros. Falam a língua aicanã.
Os aicanãs cultuam o mito do Kiantô, uma cobra gigante com as cores do arco-íris que preside o reino das águas.

## Localização
Os aikanã vivem no estado de Rondônia, na bacia do rio Guaporé. Suas três aldeias fazem parte da Terra Indígena Tubarão-Latundê, localizada a 100 quilômetros da fronteira com a Bolívia e a 180 quilômetros da cidade mais próxima, Vilhena.

## Demografia
Em 2014, os aikanã totalizavam 350 indivíduos. Embora a maioria viva em suas aldeias, muitos residem em Vilhena ou em outras cidades próximas.

## História
Os primeiros contatos dos aikanã com a população não indígena foi registrado nos anos 1940, quando eles habitavam terras nas proximidades do rio Tanaru. Em 1940, o Serviço de Proteção ao Índio inaugurou um posto de atendimento para onde os aikanã foram enviados. A partir daquele ano, sua população foi reduzida em virtude de mortes causadas pela contaminação com sarampo e fortes gripes.
Entre 1941 e 1943, o geólogo Vitor Dequech comandou a Expedição Urucumacuan, enviada por Cândido Rondon em busca de jazidas de ouro no rio Pimenta Bueno, a leste do rio Tanaru. Dequech documentou vários contatos com os massacá, como ele os chamava.
Em 1970, a Fundação Nacional do Índio os removeu para o território atual, juntamente com outros dois povos: os Latundê e os inimigos Koazá. Os três povos tinham língua e cultura próprias. Com a mudança para um território com solo de pouca fertilidade, os aikanã inicialmente tiraram seu sustento da extração da seringa. A queda no preço do produto trouxe dificuldades ao povo aikanã.